# Martin Luther McCoy
Martin Luther McCoy (San Francisco, luglio 1970) è un attore e musicista statunitense.

## Biografia
Ha collaborato con musicisti quali The Roots e Cody Chesnutt e appare nel ruolo di Jo-Jo (che ricorda la figura di Jimi Hendrix) nel film Across the Universe, ispirato interamente alle canzoni dei Beatles. Nel film McCoy interpreta le canzoni While My Guitar Gently Weeps e Don't Let Me Down. Suona inoltre la chitarra e canta in molte altre.